# Luzula wahlenbergii
Luzula wahlenbergii là một loài thực vật có hoa trong họ Juncaceae. Loài này được Rupr. mô tả khoa học đầu tiên năm 1845.